# Möngke Timur
Der Khan Möngke Timur (mongolisch ᠮᠦᠨᠺᠬᠲᠡᠮᠦᠷ Mengu-Timur, * im 13. Jahrhundert; † 1280) regierte die Goldene Horde zwischen 1267 und 1280.
Der Sohn Toqoqans und Enkel Batus kam nach dem Tod seines Großonkels Berke an die Macht. Er wurde 1267 von Kubilai Khan als Khan bestätigt, auch wenn das keine praktische Bedeutung gehabt haben dürfte. Obgleich nicht als überragende Persönlichkeit bekannt, hatte Möngke Timur Khan doch in mancherlei Hinsicht Erfolg. Zu seiner Zeit war die Goldene Horde eine Großmacht.
Zunächst mischte er sich in Mittelasien ein, wo sein Vorgänger Berke von den Tschagatei um seinen Einfluss in Buchara gebracht worden war. Der Tschagatai-Khan Boraq (reg. 1267–1271) wurde geschlagen und musste auf dem Kuriltai am Talas 1269 in einen Vergleich einwilligen. Auf diesem Treffen schlossen Qaidu, Boraq und Möngke Timurs Gesandte ein Bündnis gegen Kubilai Khan und den Ilchan.
Aus dem nachfolgenden Krieg, der 1270 mit einer entscheidenden Niederlage Boraqs gegen den Ilchan Abaqa endete, hielt sich Möngke Timur jedoch heraus. Erst 1279/80 zog er gegen den Ilchan zu Felde. Mamlukenreich in Ägypten. Zu seiner Regierungszeit nahm die Siedlungstätigkeit im unteren Wolga-Gebiet durch den Schutz der Landeigentümer und Pächter zu, die Stadtkultur breitete sich aus. Die wachsende ökonomische Bedeutung dieser Region schlug sich ab den 1270ern in der Münzprägung nieder.
Der Khan starb 1280 an einer Blutvergiftung. Nach seinem Tod wurde sein Bruder Tuda Möngke der nächste Khan, aber neben ihm werden auch Tulabugha und Noqai als Herrscher bezeichnet. Es kam zu wiederholten Machtkämpfen, die erst Möngke Timurs Sohn Tokta 1299 beenden konnte.